# Roman Kosarzewski
Roman Kosarzewski (ur. 18 listopada 1942 w Wilejce) – polski gitarzysta rockowy.

## Życiorys
Absolwent Wydziału Muzycznego Studium Nauczycielskiego we Wrocławiu. Występował w założonym przez studentów tejże uczelni, grupie Skorpiony. Następnie założył własny zespół Arianie, który działał przy klubie Simplex, należącym do Akademii Ekonomicznej we Wrocławiu. W skład formacji poza nim, wchodzili: Marek Folga (gitara), Ryszard Kupiński (gitara basowa) i Grzegorz Zydel (perkusja), którego później zmienił Roman Lochert. W latach 1967–1968 grał we wpływowej Grupie «I», początkowo współtworząc jej skład wraz z Romualdem Piaseckim (śpiew, gitara), Romanem Pszonką (gitara basowa) i Andrzejem Tylcem (perkusja). W maju 1968 roku wraz z odejściem Piaseckiego i Tylca do tworzącej się grupy Romuald & Roman, powstała nowa mutacja Grupy «I», którą oprócz niego współtworzyli: Jerzy Bartoszewicz (gitara), Romuald Krieger (gitara basowa), którego miejsce w późniejszym okresie zajął Andrzej Sasak, i Andrzej Jezierski (perkusja). Zespół kontynuował działalność, najpierw w klubie Kurant, a następnie pod egidą klubu ZMS Piwnica Świdnicka. 
Muzyk grał na gitarach marki Jolana i Höfner oraz używał wzmacniacza HORN, produkcji Wojciecha Hornowicza.